# Li Pantalon trawé
Li Pantalon trawé (en français : Le Pantalon troué) est une chanson en wallon écrite par Charles du Vivier de Streel. 
Il s'agit d'une adaptation de « Te souviens-tu ? » (paroles : Émile Debraux ; musique : Joseph-Denis Doche). Elle a pour thème la participation liégeoise à la révolution belge de 1830. Comme son modèle, c'est l'histoire d'un ancien militaire de la Grande Armée de Napoléon Ier mais, lui, d'origine liégeoise. En effet, à cette époque, la principauté de Liège venait d'être annexée par les révolutionnaires français. 

## Thème de la chanson
Le héros chanteur s'adresse à Linåd (Linaud, Léonard), son copain, ancien de la grande armée de Napoléon Ier, comme lui. Sans travail, trop peu courageux pour le métier de houilleur, le héros s'engage au service du Premier Empire. Lors de la retraite de Russie, rentrant à Paris, il repasse dans sa région natale, le pays de Liège, mais n'a pas le temps de voir sa fiancée Lisbete (Elizabeth). Il est ensuite démobilisé, mais, couvert de hardes (d'où le titre), il trouve Lisbete mariée. Que faire ? Se noyer ? Non : il se réengage (avec diminution de son grade) dans l'armée du Royaume uni des Pays-Bas. Mais il déserte de l'armée néerlandaise, à cause de la langue de commandement et des punitions. À la fin de la chanson, il part à Bruxelles rejoindre les insurgés de la capitale brabançonne où a éclaté la révolution belge et se bat comme un lion. Mais, plus tard, il fustige ceux qui ont pris le pouvoir dans la toute jeune Belgique, et qui n'ont prévu aucune pension pour les combattants de la révolution anti-néerlandaise.
L'histoire est probablement inspirée de la vie de Jean-Joseph Charlier, dit « Jambe-de-Bois », ancien militaire des guerres napoléoniennes et volontaire dans le corps franc liégeois de 1830, mené par Charles Rogier.

## Orthographe
L'original a été écrit au XIXe siècle en « orthographe de l'auteur ». Le texte a été ré-orthographié plusieurs fois, suivant l'évolution de l'orthographe wallonne.